# Embarcadero Technologies
Die Embarcadero Technologies, Inc. mit Sitz in Austin (Texas) ist ein US-amerikanisches Unternehmen, das Werkzeuge zur Anwendungsentwicklung herstellt. Für den deutschsprachigen Raum ist die Niederlassung in Langen (Hessen) zuständig.
Embarcadero Technologies wurde im Oktober 1993 von Stephen Wong, Stuart Browning und Nigel Myers gegründet. Das erste Produkt war ein Werkzeug für Sybase-Datenbankadministratoren mit dem Namen Rapid SQL, welches im Dezember des gleichen Jahres veröffentlicht wurde.
Es folgten die Entwicklung und der Vertrieb verschiedenster Werkzeuge für Design, Entwicklung und Verwaltung von Datenbanken. Unterstützte Plattformen sind unter anderem Oracle, Microsoft SQL Server, IBM DB2, Sybase und MySQL.
Im April 2000 ging Embarcadero Technologies an die Börse und wurde an der NASDAQ mit dem Symbol EMBT gelistet.
Im November desselben Jahres übernahm das Unternehmen GDPro, einen Anbieter von Unified-Modeling-Language-Software. Im Oktober 2005 erwarb Embarcadero das Datensicherheit Unternehmen Ambeo. Im Juni 2007 kaufte Thoma Cressey Bravo Embarcadero und wurde dadurch zu einem privaten Unternehmen. Wayne Williams wurde 2007 zum Chief Executive Officer von Embarcadero Technologies ernannt.
Am 7. Mai 2008 gab die Borland Software Corporation bekannt, dass CodeGear, ihre Sparte für Softwareentwicklungswerkzeuge, an Embarcadero Technologies für einen erwarteten Preis von 23 Millionen US-Dollar sowie 7 Millionen US-Dollar an Forderungen von CodeGear, die bei Borland verblieben, verkauft werden sollte. Die Übernahme wurde am 30. Juni 2008 für etwa 24,5 Millionen US-Dollar abgeschlossen.
Seit der Übernahme der Entwicklerwerkzeug-Sparte von Borland kamen auch verschiedene bekannte Entwicklungswerkzeuge wie Delphi, C++Builder, JBuilder, RAD Studio und RadPHP (früher Delphi for PHP) sowie das Datenbanksystem InterBase mit in das Portfolio. Mit der Übernahme der Entwicklerwerkzeuge von Borland wurden auch Teile der ausländischen Vertriebsniederlassungen übernommen, so dass Embarcadero nun international mit eigenen Vertriebsniederlassungen präsent ist.
Am 7. Oktober 2015 wurde Embarcadero von Idera, Inc. übernommen. Idera hat dabei die SQL-Sparte in ihr Datenbank Produktportfolio eingegliedert. Die Entwicklungswerkzeuge verbleiben unter der Marke Embarcadero und werden, außer JBuilder, aktiv weiterentwickelt.

## Anwendungsentwicklung
Im Juli 2008 erwarb Embarcadero die CodeGear Sparte von der Borland Software Corporation.
Embarcadero besitzt eine Reihe von Produkten zur Anwendungsentwicklung, die wichtigsten, die auch 2021 noch entwickelt werden, sind:
1. Delphi
2. C++Builder
3. RAD Studio, die Kombination aus Delphi und C++ Builder
4. RAD Server, eine Middleware für Delphi Programme

## Datenbank-Produkte
Bis zum Jahr 2015 verkaufte Embarcadero die Produkte Rapid SQL, DB PowerStudio. DB Artisan sowie ER/Studio. Diese Produkte werden seit dem direkt von der Muttergesellschaft Idera vertrieben.
InterBase, eine leichtgewichtige Datenbank für die Entwicklung von Desktop- und mobilen Apps, verbleibt ein Embarcadero-Produkt und wird aktiv weiterentwickelt.